# Kaltenleutgeben
Kaltenleutgeben är en ort och kommun  i Österrike. Den ligger i distriktet Mödling i förbundslandet Niederösterreich, cirka 16 kilometer sydväst om Wien.